# Strada europea E932
La strada europea E932  è una strada di classe B, il cui percorso si trova completamente in territorio italiano.  Collega la strada europea E90 dalla frazione di Buonfornello sulla costa tirrenica siciliana con la strada europea E45 a Catania.

## Percorso
Il suo percorso corrisponde all'autostrada A19 per il solo tratto Buonfornello-Catania.